# Torbjørn Vereide
Torbjørn Vereide (* 19. Februar 1989) ist ein norwegischer Politiker der sozialdemokratischen Arbeiderpartiet (Ap). Seit 2021 ist er Abgeordneter im Storting.

## Leben
Vereide stammt aus Gloppen. Beim Anschlag auf der Insel Utøya am 22. Juli 2011 war er beim dort stattfindenden Camp der Partei-Jugendorganisation Arbeidernes Ungdomsfylking (AUF) anwesend. Bei der Fylkestingswahl 2019 zog er in das Fylkesting von Vestland ein. Er arbeitete als selbstständiger Unternehmer und für den Gewerkschaftsdachverband Landsorganisasjonen i Norge (LO) in Vestland.
Vereide zog bei der Parlamentswahl 2021 erstmals in das norwegische Nationalparlament Storting ein. Dort vertritt er den Wahlkreis Sogn og Fjordane und wurde Mitglied im Arbeits- und Sozialausschuss.